# Jinín
Obec Jinín se nachází v okrese Strakonice, kraj Jihočeský, zhruba 6,5 km vjv. od Strakonic. Žije zde 221 obyvatel.

## Historie
První písemná zmínka o obci pochází z roku 1279. Od roku 1417 patřil Jinín k Miloňovicům. Při stavovských nepokojích byla ves zpustošena. V 16. století měl Jinín status města. V roce 1593 byl připojen k panství v Sedlici. Období třicetileté války poznamenalo rozmach městečka a nadále byl Jinín vesnicí.

## Pamětihodnosti
- Raně gotický kostel Nanebevzetí Panny Marie z 13. století se nalézá na návsi. V 15. století prošel kostel přestavbou. V 18. století byl kostel upraven barokně. Před vchodem do kostela je umístěný kamenný kříž.
- Poblíž kostela je budova fary čp. 3 okolo roku 1780.
- Kamenná boží muka s datací 1482 jsou umístěná severozápadním směrem poblíž polní cesty z Jinína do Nebřehovic.
- Kaple svatého Vojtěcha se nalézá na východním okraji obce.
- Na hranici jinínského a cehnického katastru se pod vzrostlými lipami nachází kaple svatého Jana Nepomuckého. Lípy byly vyhlášeny roku 2004 jako památné stromy. Kaple má tento nápis: ANNO DOMINI 1693 MR.
- Kaple svatého Peregrina se nachází mezi Jinínem a Sedlíkovicemi.
- Kaple, které se říká U kata.
- Socha Panny Marie na domě č.p. 3
- V obci a jejím blízkém okolí se nachází několik křížků. Vysoký kamenný kříž na návsi doplňují biblické postavy v moderním pojetí.
- Poblíž kamenného kříže na návsi se nachází pomník padlým v první světové válce se sochou Jana Husa. Na pomníku je umístěná deska na počest padlému čs. letci Josefu Cimburkovi, který padl v II. světové válce.
- Usedlosti čp. 14 a 35 se štíty v selském baroku.
- Požární zbrojnice nesoucí letopočet 1892.

## Pověsti
Následující pověst se váže ke kamenným božím mukám u polní cesty. Mladý místní mlynář byl zamilovaný. Ale jeho otci se nastávající nevěsta nelíbila. Donutil syna oženit se s bohatou nevěstou, kterou mu vybral. Ale z tohoto sňatku z donucení nic dobrého nevzešlo. Mlynář necítil lásku ke své manželce, ani k svému narozenému synovi. Toulal se po hospodách a nezdržoval se doma. Manželka, která ho se synem v náruči v silném mrazu, větru a vánici marně hledala, zahynula. Na místě tragédie byla postavena tato boží muka.
Ke kapli, které se říká „U kata“, se podle ústní tradice vztahuje tento příběh: V dobách, kdy byl Jinín městečkem a měl hrdelní právo, se konala na místním Šibeničním vrchu poprava. Provaz i s odsouzencem se utrhl. Diváci dávali vinu katovi a začali ho napadat. Ten na nic nečekal a utíkal pryč. Pod kopcem ho dostihli a ukamenovali. V místě, kde se nachází kaple, byl pohřbený.
O kapli svatého Peregrina se traduje, že ji nechal postavit syn, který se po patnácti letech války v Orientě šťastně navrátil domů.

## Části obce
Obec Jinín se rozkládá na dvou katastrálních územích.
- Jinín
- Zorkovice – západní část obce

Od roku 1964 do 31. března 1980 k obci patřily Třešovice.

## Galerie

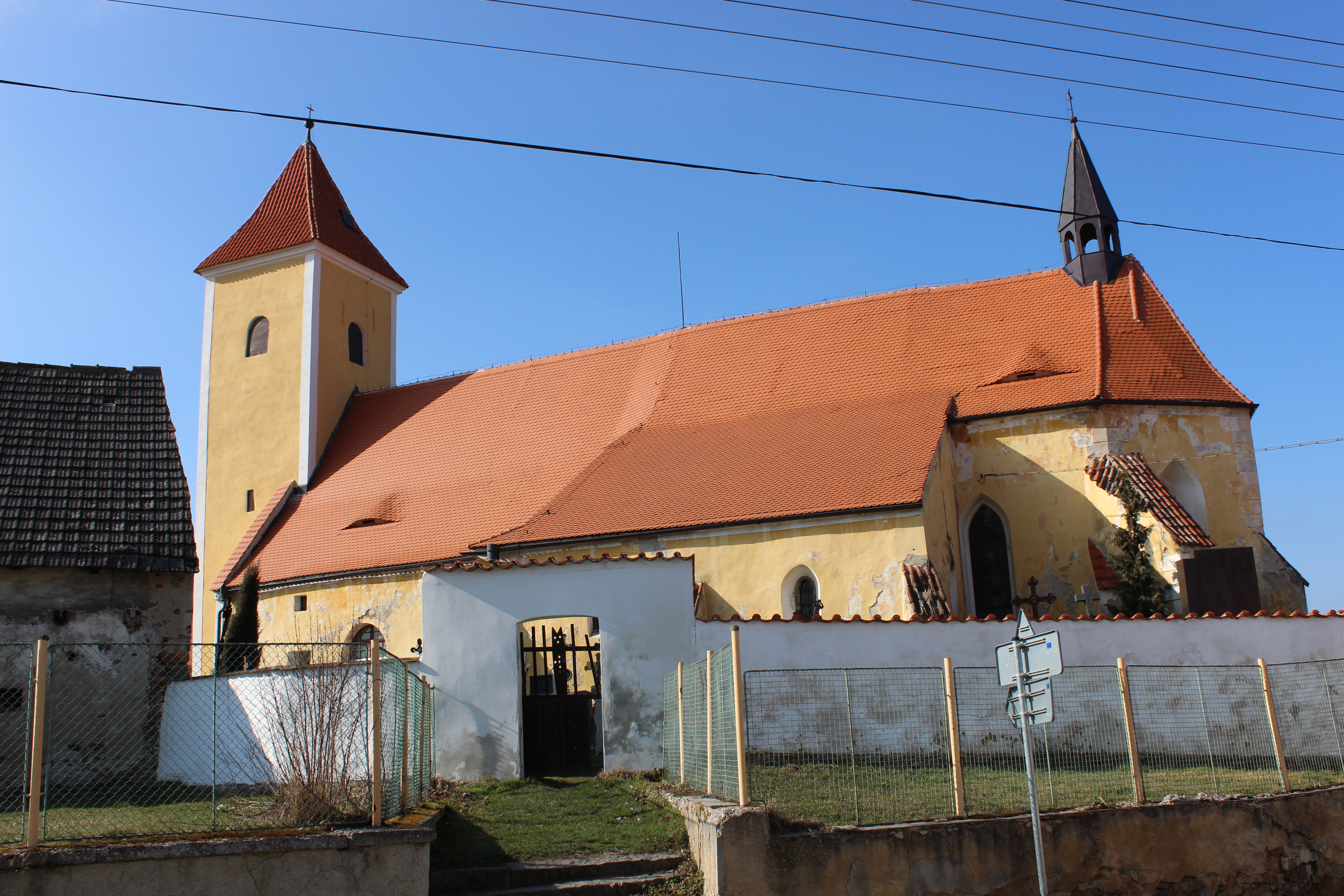
Kostel Nanebevzetí Panny Marie
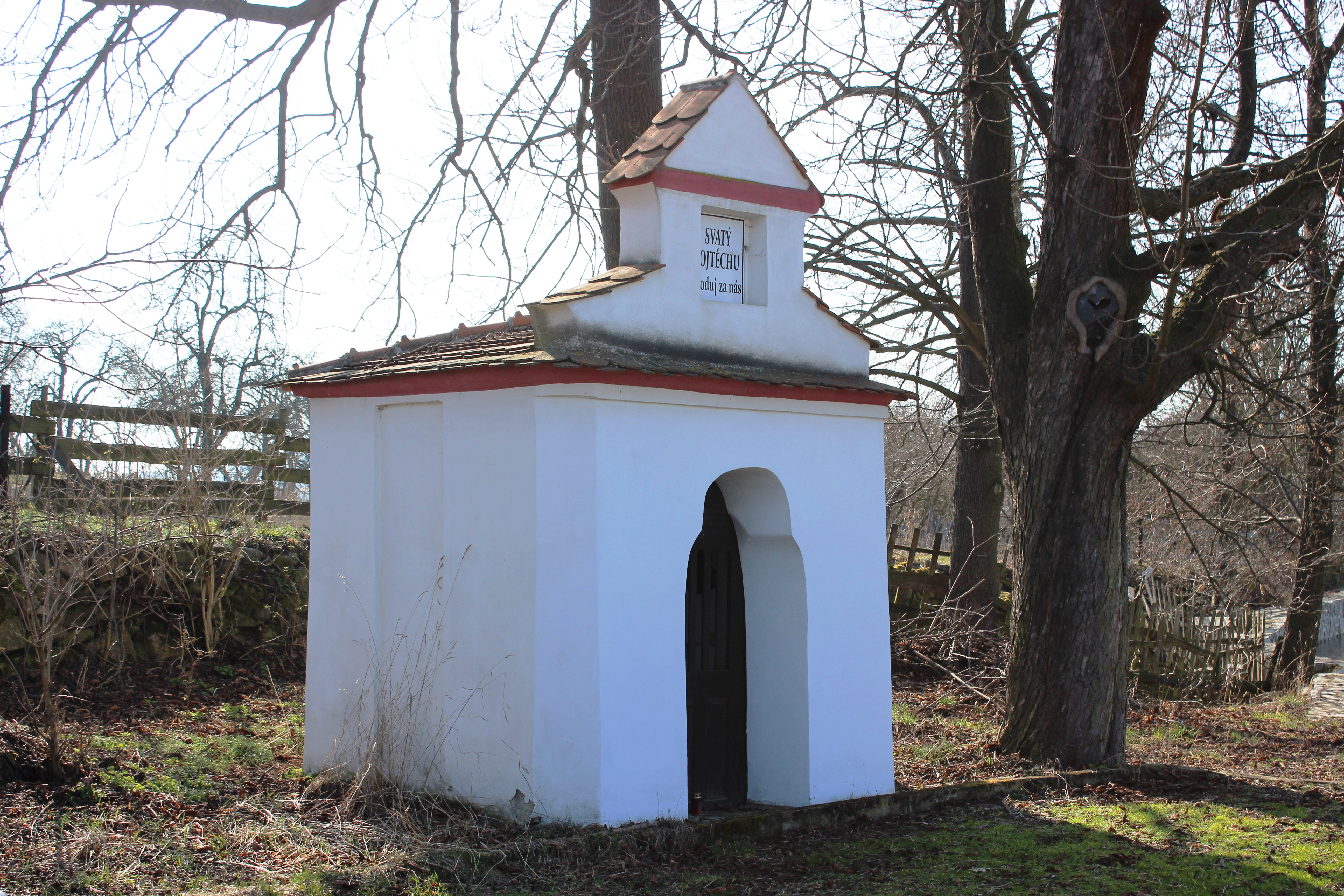
Kaple sv. Vojtěcha
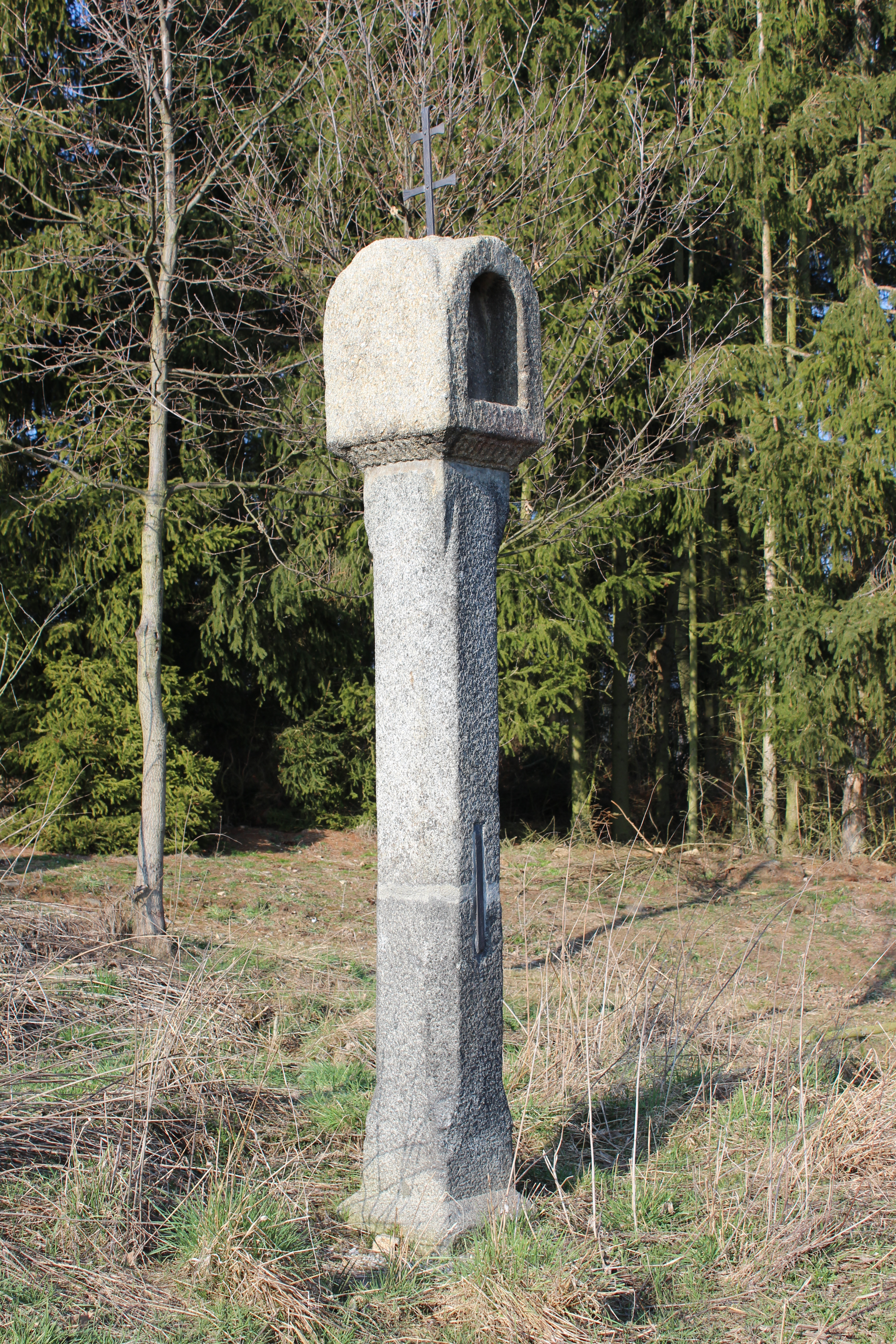
Boží muka u polní cesty z Jinína
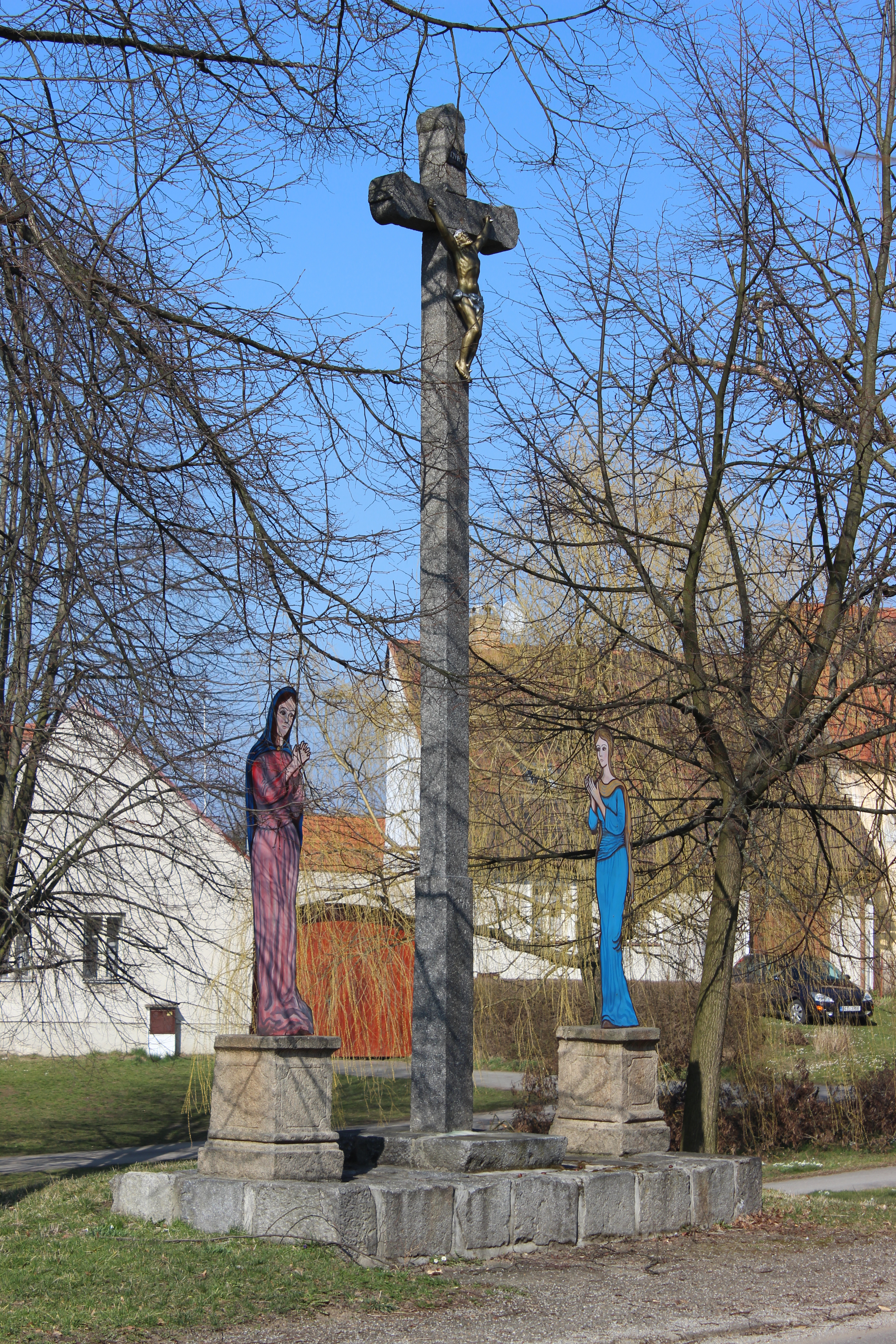
Kříž na návsi a biblické postavy